# Deininghauser Bach
Der Deininghauser Bach ist ein ca. 10 km langer Wasserlauf, der ein ca. 20 Quadratkilometer großes Einzugsgebiet in Castrop-Rauxel entwässert und in den Landwehrbach mündet. einen Zufluss der Emscher. Er entspringt mehreren Quellen südlich von Deininghausen, im Umfeld der ehemaligen Zeche Graf Schwerin, der heutigen Halde Schwerin. Der auch bei Trockenheit mit rund 30 Litern pro Sekunde stabile Abfluss ist durch das Abraumgestein salzhaltiger als andere Bäche.

## Geschichte
In den 1930er Jahren wurde der Bach bergbaubedingt bis in seine Quellbereiche hinein zu einem teilweise offenen und teilweise unterirdisch kanalisierten Abwassersystem umgebaut und begradigt. Sowohl Abwasser als auch Reinwasser wurden gemeinsam abgeleitet, das Gefälle deutlich steiler angelegt, der Lauf mit Sohlschalen ausgebaut.

## Umbau
Im Rahmen der Internationalen Bauausstellung Emscher Park wurde der Bach als Pilotprojekt für den Umbau des Emschersystems im IBA-Grünzug F ausgewählt. Seit 1992 findet der Rückbau durch die Emschergenossenschaft statt. Das Projekt ist immer noch das größte Gewässerprojekt innerhalb des Emschersystems trotz der inzwischen angelaufenen Umgestaltung des eigentlichen Emscherkanals. Abwasser und Reinwasser wurden zunächst getrennt und dafür unterirdische reine Abwasserkanäle sowie oberirdische Regenrückhaltebecken angelegt. Der Bach wird vom oberen Gewässerverlauf her Abschnitt für Abschnitt renaturiert, die steilen Ufer abgeflacht, der Bachverlauf in großen Windungen neu aufgebaut und die Umgebung naturnah bepflanzt.
Der bereits teilweise vorhandene Radweg wird ausgebaut, und die Kreuzungen des Baches mit Straßen und öffentlichen Plätzen werden durch Brücken, Wegeverbindungen sowie Rastplätzen für Fußgänger und Radfahrer in die Umgebung integriert. Zwischen der Nierholzstraße und der Köln-Mindener Eisenbahn verläuft der Deininghauser Bach durch ein Naturschutzgebiet. In Castrop-Rauxel wird der Bach an der Schulstraße wieder an die Oberfläche treten und von da an als Stadtgewässer gestaltet.
Das Umbauprojekt wird planmäßig 26,6 Millionen Euro kosten, es wird von den Beiträgen der Emschergenossenschaft und zu 80 Prozent vom Land Nordrhein-Westfalen finanziert und 2017 abgeschlossen sein.

## Bilder

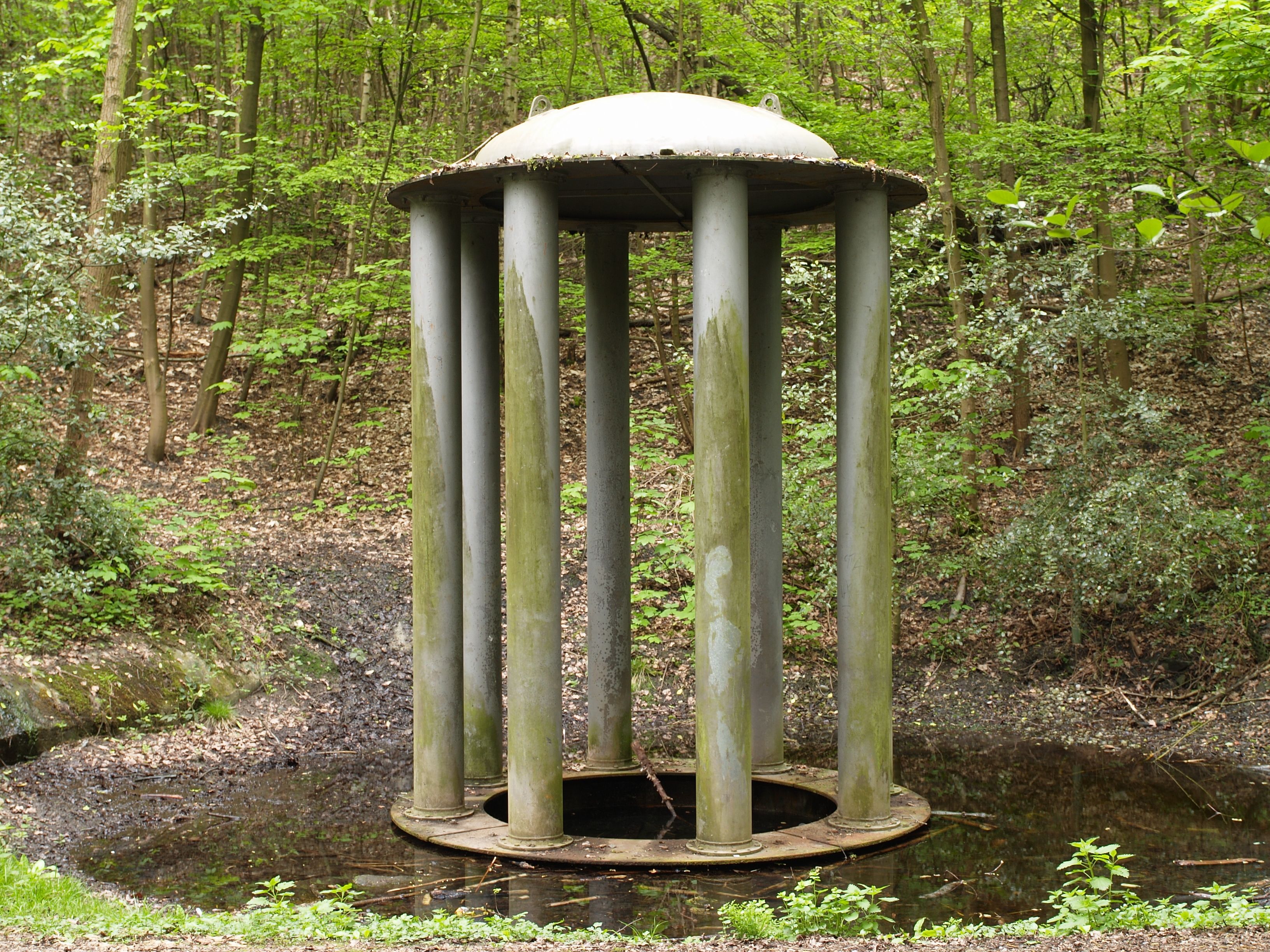
Quelle am Fuße der Halde Schwerin.
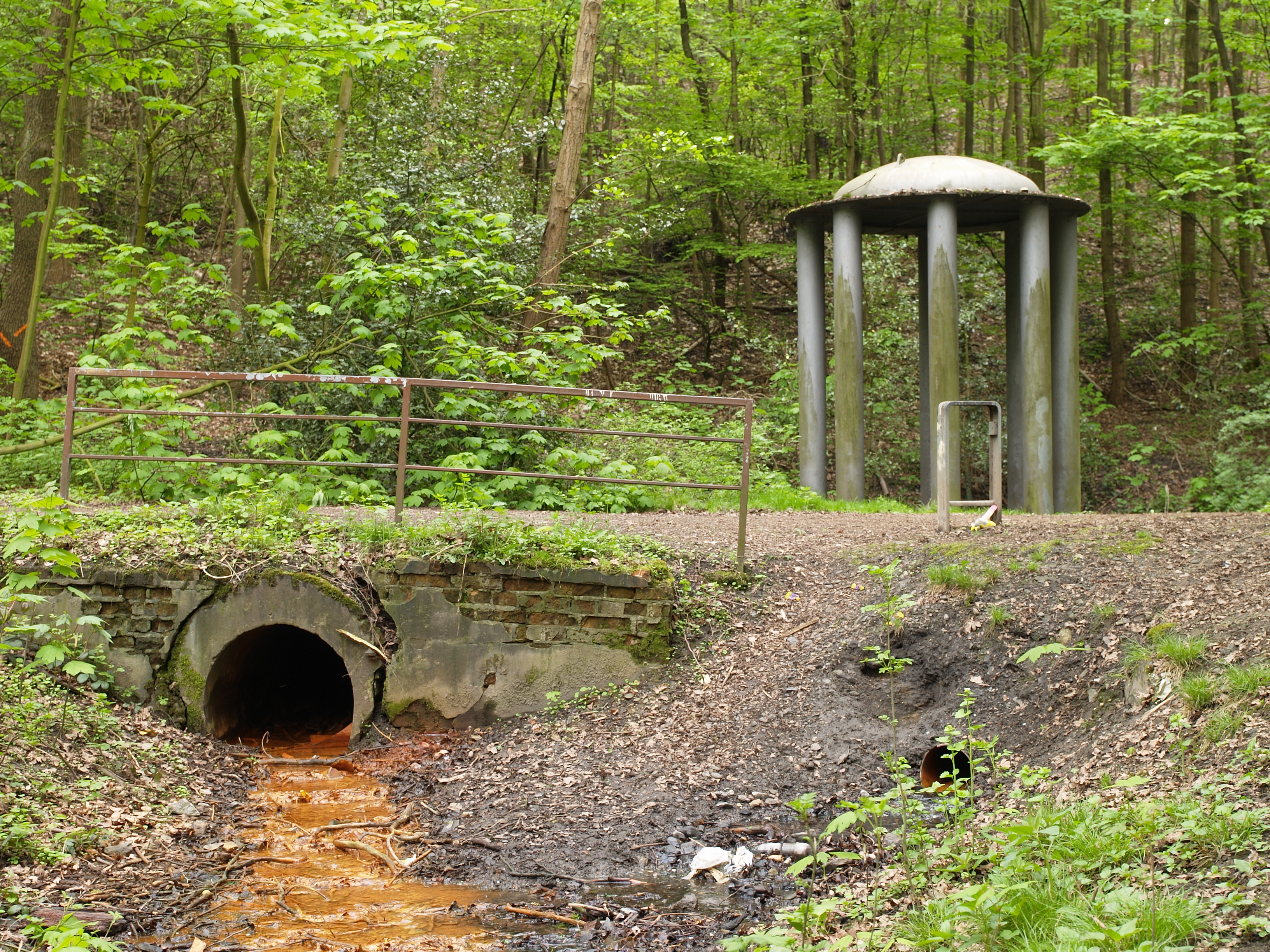
Quelle am Fuße der Halde Schwerin.
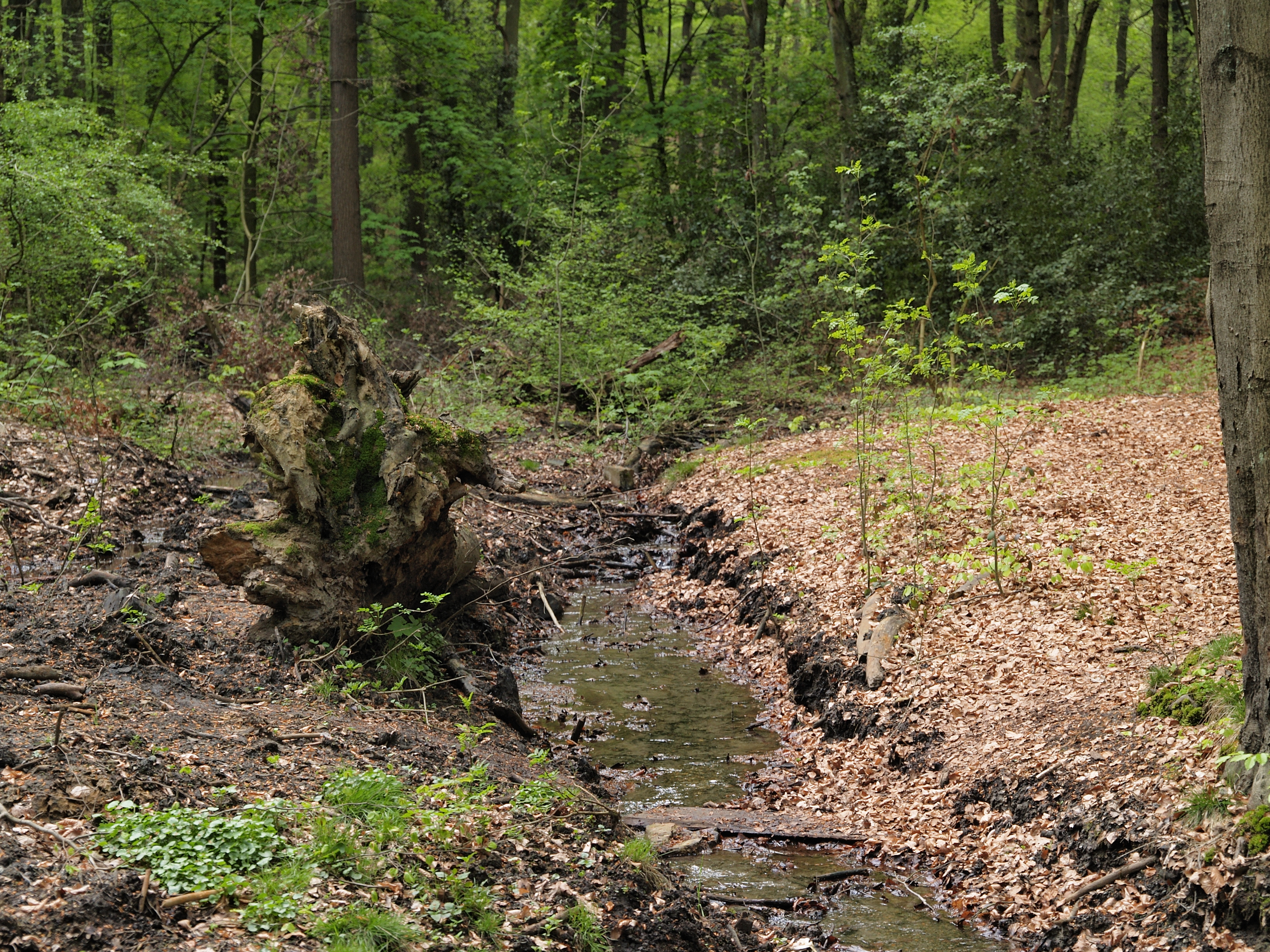
Verlauf